# Décortication (signe clinique)
Pour l’article homonyme, voir Décortication (technique chirurgicale).
 (signalé en juillet 2025).
Si vous disposez d'ouvrages ou d'articles de référence ou si vous connaissez des sites web de qualité traitant du thème abordé ici, merci de compléter l'article en donnant les références utiles à sa vérifiabilité et en les liant à la section « Notes et références ».
- Archive Wikiwix
- Bing
- Cairn
- DuckDuckGo
- E. Universalis
- Gallica
- Google
- G. Books
- G. News
- G. Scholar
- Persée
- Qwant
- (zh) Baidu
- (ru) Yandex
- (wd) trouver des œuvres sur Wikidata

La décortication est un signe clinique souvent rencontré lors des lésions sous-corticales (lésion hémisphérique ou capsulaire). 

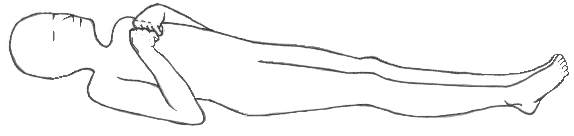
Position de décortication.

Elle se traduit cliniquement par une flexion des extrémités du membre supérieur et une flexion du tronc.
De plus, elle peut être accompagnée d'une extension des extrémités des membres inférieurs.
La position de décortication implique une lésion sous-corticale supérieure aux noyaux rouges du mésencéphale. Lorsque les noyaux rouges sont atteints, on observe plutôt la position de décérébration.
La décortication comme la décérébration sont des signes de très mauvais pronostic avec un risque élevé d'arrêt cardiorespiratoire.